# Bărăștii Iliei, Hunedoara

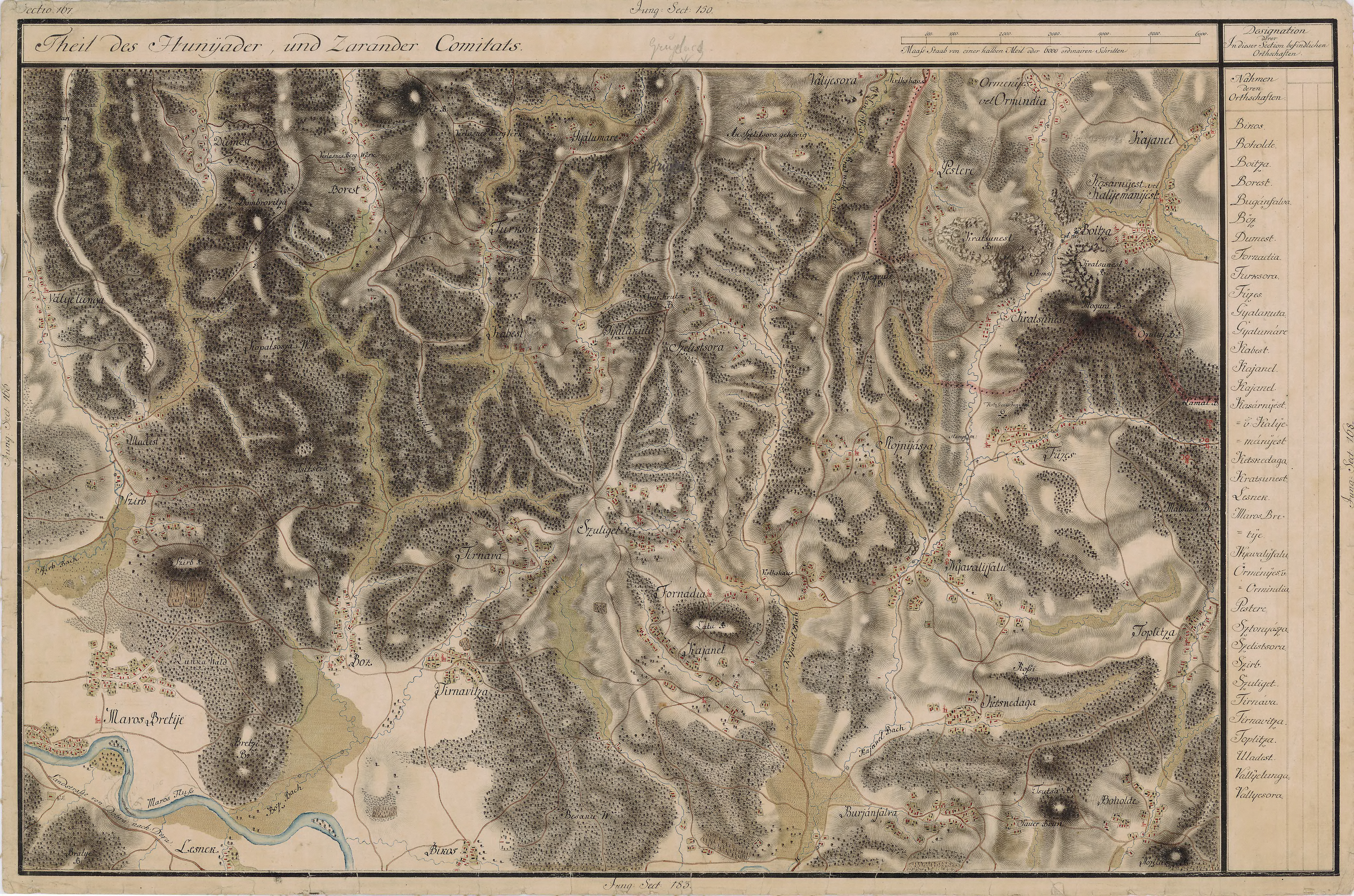
Bărăştii Iliei în Harta Iosefină a Transilvaniei, 1769-1773

Bărăștii Iliei (maghiară Baresd) este un sat în comuna Brănișca din județul Hunedoara, Transilvania, România.
Este așezată în sfertul Nord-Vestic al județului la o distanță de 27 km de Deva, 58 km de Brad (pe la Bejan), 17 km de Ilia (pe la Boz) și 14 km de Brănișca.
Satul este așezat într-o zonă splendidă, una dintre puținele localități din România „capăt de drum”, mai precis drumul principal se oprește în Bărăștii Iliei, fără să mai meargă spre alt sat.
La vărsarea Pârâului Corbului în Valea Bărască pe malul stâng al acestuia există amenajat un drum pe care se poate merge pe jos (=celnic), cu calul, carul, căruța, mașina de teren, până la șaua de lângă Țuclă, se coboară pe Petriceaua (o culme de deal cu pantele de aprox. 45 grade) până la satul Furcșoara (aproximativ 5 km distanță). 
La vărsarea Pârâului Cișerii (Valea Oneștilor) în Valea Bărască, pe lângă acesta se face un drum care trece peste șaua de la Podul Bărăștiului, merge pe malul stâng al Pârâului Furcșorii până la Furcșoara.
Între Șaua de la Podul Bărăștiului și Șaua de lângă Țuclă există pe culmea dealului un drum de cca 2 km foarte bine amenajat pe care se poate circula foarte bine.
Circulația cu auto pe cele două drumuri de legătură este bine să fie evitată în perioada iarnă-primăvară pentru a evita eventualele neplăceri datorate pantelor mari, patinărilor din cauza terenului argilos, etc.
În sat existǎ trei troițe (rugi, cruci de hotar) așezate astfel:-una la podul peste Pârâu Corbului și vărsarea acestuia în valea Bărască (ruga lui Crǎciun), -una la vǎrsarea Pârâului Oneștilor în valea Bărască, -una pe șaua de la Podul Bărăștiului lângă drumul ce trece la Furcșoara.
În Bărăști nu există nici castele, nici cetăți, dar în schimb este o liniște desăvârșită și
sunt niște peisaje mirifice (câteva exemple în josul paginii), și (încă) niște oameni deosebiți.

## Istorie
Satul Bărăștii Iliei este atestat din anul 1482  

Variantele pentru originea numelui Bărăști sunt toponime derivate cu sufixul -ăști" de la:
- bar - antroponim, nume de familie, ori oamenii lui Bar.
- bar - bază lingvistică de origine preindoeuropeană care exprimă ideea de proeminență geografică. I.I.Rusu menționează radicalul i.e bher cu sensul de a fi proeminent, a forma o dungă sau un vârf ascuțit; vârf, deci înălțime.
- bara - de origine slavă, cu sensul de mlaștină, baltă, smârc. Având în vedere tradiția orală care spune că până în anul 1900 de la intrare pe Valea Bărască pe o distanță de circa 3 km era o mlaștină pe toată lunca văii, și apoi după o pauză de aproximativ 2,5 km începea alta de aproximativ 1,5 km se pare că aceasta variantă este cea mai plauzibilă.
- în albaneză există berr cu sensul de berbec, oaie, țap, capră, vită măruntă, iar Gr. Brâncuși precizează ca este posibil că în româna comună să fi existat un apelativ bâră (sau bără) cu sensul generic pe care îl are corespondentul albanez.

Terminația Iliei a apărut cam odată cu apariția plaselor și ulterior raioanelor pentru a se deosebi de celălalt Bărăști din zona Hațeg. 

În 1956 pe acte oficiale se scria simplu: sat. Bărăști, com. Furcșoara. Oamenii locului și din satele învecinate pronunță Bărășci, iar populației i se spune bărășceni

## Demografie
În anul 1733 la prima conscripție erau 25 familii unite.
În anii 1750 și 1760-1762 a fost construită biserica ce aparținea celor 30 de familii neunite, păstorite de
un preot neunit (și unde se pare că veneau și cei din Luncșoara și Dumești deorece ei nu aveau biserici nici în anul 1773). -Vezi harta Iosefină.
În anii 1769-1773 satul includea 26 case, 1 biserică, 1 moară, suprafața satului era de cca. 1 sfert din suprafața arabilă din anii 1950, restul fiind pădure și mlaștini.
Evoluția populației la recensăminte:
-1784 existau 338 persoane și 70 case.
-1857 existau 337 persoane.
-În anul 1858 apare prima precizare despre școala din sat, care avea împreună cu satul Dumești 30 de elevi
și un învățător Trif Foraș.
-1880 existau 397 persoane și 84 case.
-1900 existau 544 persoane, 46 știau să scrie și să citească, 120 case toate din lemn,acoperite cu paie
și 1911 iugăre teren arabil.
-1910 existau 527 persoane, 138 case și 1924 iugăre teren arabil.
-1930 existau 572 persoane, 124 case.
-1966 existau 233 persoane, 48 case.
-2010 existau 14 locuitori permanenți și 6 flotanți, 40 case, din care 9 locuite permanent.
În perioada interbelică a avut statut de ,,comună rurală" condusă de un primar, un ajutor de primar și
un comitet format din cinci membri, era subordonat preturii plasei Ilia fie direct, fie prin intermediul
Cercului Notarial Furcșoara.

## Geografie,toponimie,hidronimie
- Toponimia, o adevărată arhivă nescrisă citat istoric dr.Mircea Valea.
Valea satului se numește Valea Bărască sau Valea Bărăștiului si curge de la nord la sud având
o lungime de aproximativ 14 km. Este mărginită atât la est cât și la vest de dealuri dispuse sub
formă de culmi, pinteni, dâmburi. Începând de la vărsare (S-N) valea trece prin locurile(denumiri): Poieni, Strâmtoare, Pornituri de după Corbu, Steni, Trăoaș, Prin Sat, Cătă Ancești.
Dealurile de pe malul stâng(estic) încep cu: - dealul Cornetu cu dâmpurile Capu Dealului, Cornetu și Vârful Cornetului, Platoul Vârful Oărzâști, Platoul de lângă Țuclă, șaua de lângă Țuclă, Vârful Țucla, Dealul Corbu(o formație cu formă tronconică individualizată) legat de Cornetu printr-o șa și tot printr-o șa se continuă cu dealul și platoul Podeu, șaua de la podul Bărăștiului prin care se continuă cu: - dealul Cerătu legat prin șei de deluțul mai mic Cișera(Kicera,Ticera) tronconic și individualizat, de culmea joasă, lungă și cu pante mari Lăzuț.Tot prin șa se continuă cu dealul masiv Gliganu cu pante dulci întinse, platouri și care este al doilea ca înălțime din sat.
Notă 1-În perioada de început  ’50 în perimetrul Șaua Țucla-Vârful Țucla a fost făcut un sanț lung de apr. 1.5 km  pentru cercetări arheologice unde au fost redescoperite urme ale locuirii din comuna primitivă,(primele săpături au fost făcute prin anii 1935-36) lucrările trebuiau să continue, dar din motive necunoscute au fost sistate definitiv. Până prin anul 1970 în timpul lucrărilor agricole (arat, săpat, grăpat) ieșeau la iveală tot felul de cioburi, hârburi de ceramică (după această perioadă terenul respectiv nemaifiind lucrat).Coordonator de lucrări în '35-'37 a fost istoricul Octavian Floca.(Sargeția 1)
Notă 2-Pe dealul Gliganu s-a descoperit o secure de "diorit" și fragmente de ceramică.
Cf.Octavian Floca.(Sargeția 1)
Dealurile de pe malul drept (vestic) încep cu: - Dealul Copăciosu, Dumbrăvița, Brezaia, Ponița, Dâmpu lui Crăciun, dealul Zănoaga (masiv cu platouri și pante dulci întinse), Naltu care este pe locul întâi ca altitudine(cca 599m), din sat. Peisajul complet a satului se vede de pe dealul Corbu  și/sau de pe dealul Cerătu de unde în plus se poate vedea pâna la Săcăramb, Dealu Mare, Băița. Afluenții văii: - pe malul stâng (de la vărsare în sus) sunt:Părăul Corbului, Părăul (Valea) Oneștilor (Cișerii), Părăul Gliganului; - pe malul drept(de la vărsare în sus) Părăul Lung, Părăul Copăciosului, Părăul Băii, Părăul Țigănii, Părăul (Valea) Brezăii, Părăul Bisericii, Părăul lui Crăciun.
Notă 3- Părăul Băii se numește așa deorece trecea prin perimetrul unei băi =(exploatare minieră la zi=carieră de piatră (calcar marmorean)) care  a fost deschisă o dată în 1918 de niște italieni (și când un inginer a spus că aceste zăcăminte erau cunoscute de pe vremea romanilor,conform spuselor unor băieși care au lucrat atunci la baie) , a doua oară prin ’48-’49 cînd a funcționat până în anul 1956, când a fost închisă datorită condițiilor foarte costisitoare de exploatare (descopertă apr.17 m, zăcămîntul cobora, curent electric lipsă, transportul prin târâre vreo 12 km pe drum de pământ),deși calitatea rocii era foarte bună atît ca aspect căt și ca stare. Calcarul marmorean de aici este de culoare( nuanță) maro-gri-vișinie, cu vinișoare de diferite nuanțe de gri, textură compactă (cristalină), spărtură concoidală,  foarte rezistent (având un conținut destul de mare de siliciu) și un coeficient de tărie destul de mare =12-15.
Notă 3- Pe platoul dealului Zănoaga a existat (a fost atestat) în anul 1482 un sat Zenoaia(Zenalya) și care la următorul recensământ (circa 80 ani) nu se mai regăsește .
Satul este în mare parte așezat pe valea Bărăștiului, dar și pe platouașele de pe versanții dealurilor, mini depresiuni, văii (păraie) astfel: - pe dealul Copăciosu cătunul Bâcuiești, pe valea Brezăii cătunul Albești, pe depresiunea de sub Podeu Germănești, în capătul din nord pe vale Anceștii. Cătunele cu zonele agricole, pășunat, pădure aferente se numeau crânguri.
Intrarea (acccesul) în sat se face acum de la sud spre nord pe două drumuri (unul al satului si unul al pădurii), amenajate de o parte și alta a văii, care după vreo 4 km se unesc și se continuă până aproape de izvorul văii. Pe drumul pădurii înainte de unire cu cel al satului se ramifică un drum amenajat pe lângă părăul Copaciosului care duce la cătunul Bâcuiești și vârful Dumbrăvița.
Pe vremuri, drumul de bază era pe dealul Cornetu cu urcare pe Capu Dealului, cu o pantă cam dură, dar după care se mergea liniștit pe un drum uscat, neaglomerat, cu o ușoară urcare până în vârful Oărzâștii dupa care se cobora ușor pană în șaua de la Podul Bărăștiului. De aici se cobora fie în satul Bărăști fie la Furcșoara, sau se continua pe drumul care tăia Cerătul până la șaua de la Doba, unde o ramificație ducea în satul Bărăști, alta în satul Furcșoara, și alta la Păpucești un cătun al satului Dealu Mare și se continua spre satul Luncșoara. A fost activ până prin anii '70 cu excepția tronsonului care tăia Cerătul.
Conform tradiției locale accesul pe vale pâna aproape de 1900 era mai mult sporadic și/sau pe tronsoane din cauza văii care nu era oblită și afundată (regularizată, îndreptată și adâncită), ceea ce făcea ca circa 4–5 km sa fie mlaștini (argument în acest sens este faptul că în 1960 și ceva aproape fiecare familie avea un loc mai mare ori mai mic scos de la vale), iar in zona steni era o strâmtoare foarte strânsă și unde când venea valea mare și se unea cu valea Brezăii se facea un baraj în fața stenilor și cât vedeai cu ochii era numa o apă, care se desfunda de multe ori numai toamna dacă era secetă. De fapt lacul, balta care se forma avea o lungime de cca 5–600 m, o lățime de cca 300 m, iar la cca 2–300 m mai sus(în amonte) era o altă baltă (mlaștină) cam de aceleaș dimensiuni. De la Steni mai în jos la cca 350 m era și este o zonă cu alunecări de teren de pe dealul Corbu, valea foarte strâmtă, panta dealului foarte mare, deci un loc de netrecut.
După 1900 Stenii au fost (puscați) dinamitați, sa tăiat drum prin pornituri, sa  început amenajarea văii și a drumului pe vale, fiind necesar la: - transportul lemnelor în cantități industriale de la Naltu (tăierile și transportul cu caru sau căruța până la Brănișca au durat zeci de ani), - accesul sătenilor, - transportul calcarului marmorean de la cariera din sat.
Notă 4-Odată cu începerea lucrului la pădure a început și o creștere demografică mult mai mare față de celelalte perioade prin venirea în sat a mai multor persoane. 

## Graiul local
Modul de vorbire, intonație, forma, graiului local din sat se aseamănă foarte mult cu cel din satele
așezate pe văile dealurilor munților Metaliferi cu delimitare aproximativă astfel:
-la vest valea Almaș; -la nord vârfurile Păroasa, Malului, Ciușului, pasul Vălișoara: -la est valea Vălișoara-Fornădia: -la sud valea Mureșului, dar fără localitățile de pe lunca Mureșului Zam, Ilia, Bretea Mureșană, Brănișca unde influențele bănățene, pădurenești, orășănești sunt mai mari.

### Pronunție
Sunetele cu pronunție diferită (ori mai diferită) față de limba literară, graiul bănățean,
ardelean sunt:
-N-ul(Ñ) care se pronunță ca doi de n mai mici in acelaș timp și care seamană cu: ñ-ul de la rusul ñet(=nu), bănățeanul strigoañe, moldovenescul ñic(=nimic) simbol=ñ.
Exemple: ñimic, biñe, mâiñe, luñi, pruñi, căpșuñi, carñe, leñe, lemñe, haiñe, blăñi dar, se pronunță ca n normal, literar in cuvintele: lună, bună, prună, lung, dungă, rană, blană, rangă, etc.
-T urmat de e se pronunță C. Exemple: bărbate=bărbace; turte=turce; urcăte=urcăce;dute=duce.
-D urmat de e ori i se pronunță G. Exemple: vinde=vinge; dinte=gince;unde=unge; pe dinafara=pă ginăfară; pe dinlăuntru=pă ginluntru; dinți=ginți.
-G urmat de e ori i se pronunța J.Exemple: fragi=fraji; merge=merje, vergea=verjea.
-C urmat de e ori i se pronunța Ș  dar (o alofonă locală) un Ș mai catifelat decat cel normal(literar). Exemple: faci=fași; toarce=toarșe; cineva=șiniva, cerne(făina)=șerne, ciuruie=șiuruie, fecior=feșior.

### Expresii
NOA-ul ardelenesc dar pronunțat fiecare sunet(literă) cu aceeaș intensitate,acelaș accent.
Se pune de regula la început de expresie si are sensul de ei, hei, măi, mai. Exemple: noa ai fost la târg; noa hai sa plecăm; noa taci odată. Cu sens diferit sunt expresiile:noa noa și noa hai numa hai cu sensul de linișteștete, cuminteștete, stai locului, ai grijă că o pățești.
Pe se pronuntă pǎ. Ex.-pă masă, pă casă, pă vecina, etc.
O expresie mai aparte este "calșice(calșece) beda" ,care în traducere înseamnă "să deie
peste tine un amar da' nu prea mare ori să vină o amărală mai mica" (explicație atât de la oameni din sat cât si de la alți din sate vecine). De precizat că în zona Crișana și sporadic în unele locuri (zone) din m-ții Apuseni există expresia "bidă"=obidă (ori poate fi luat în seamă și cuvântul din limba romă: beda=tribunal , în v.sl. beda=nevoie, necaz).
Au se pronunță or. Ex. au fost la târg= or fost..., că au fost plecați= c'or fost plecați, au gătat cu secera= or gătat cu seceratul.
(se)pciură (piură)= (se) vaită, plânge, (lat. piulare=plânge).
haba că= chiar dacă. Ex. ...tăt beceagă îi haba că o fost la ișpitari.
ți să cură calea ori nu ți să cură calea=1. trebuie, ti-a venit rândul să faci ceva, ori nu, Ex.(să mergi cu vacile la pășune chiar dacă plouă). 2. ai avea voie să faci ceva, (Ex. să mergi la negee, târg, ori alte activități care nu necesită efort)

### Dicționar
Cuvinte(expresii):
- cu litera A
-armagea lui... =echipa, neamul, oaspeții lui...; -am șercat=am gustat; -a li=a lui; arpă=aripă(! să fie oare o asemănare între instrumentul muzical vechi harpa ca formă și denumirea acesteia în greacă, italiană, spaniolă și iudeo-spaniolă=arpa ?...în latină=alapa); -a agipa=a adăpa; astupuș=dop, capac mai mic; -a astruca= a pune bine undeva unde nu se vede ceva; -afund=adânc; -apțâguit=băut puțin; -aclo,acloia=acolo cu locul precizat(langă prun, sub nuc, etc.);ahaia,aheia= aia, aceea.
-cu litera B
-begiuc=fontă; -bui=cobor la vale, la părău, dar din prun mă scobor; -brozbe=sfecle; -burtucă=vas confecționat dintr-o butură ori din doage care se pune între izvor și șioroi(=cioroi=scoc mic=jgheab mic prin care curge apa în vălaie), egalizator de nivel; -buituri=alunecări de teren mai mari decât porniturile care sunt tot alunecări de teren dar mai mici; -brăcinar=curea de regulă din piele dar și din material textil mai tare, sau chiar din sfoară împletită lat în 6,8,10 cm cu care se leagă cioarecii, pantalonii, ori cămașa peste ițari vara; -brăcinărița=tivitura mai lată continuă ori întreruptă prin care se introduce brăcinarul; -brână=sfoară împletită în 3,6,8 de regulă din lână vopsită cu care se leagă după infășare copilul mic sau, ața de la straița de mers la târg; bluz=jerseu cu sau fără mâneci, întreg ori cu bumbi; bruș= bulgăre (bulgăraș) de pământ întărit (meglenoromână=gruș); batcă=capcană(cursă) de prins păsări(iarna) făcută din dovleac; buracă= ceață groasă; beuță=cremene, piatra de la amnar; bure= vas confecționat din doage de lemn în formă de trunchi de con cu două funduri și în care se depozitează țuică, vin pentru uz curent; băbură=cuptorul, mascarea din pod la gura burlanului făcută din piatră sau cărămidă pentru a dirija fumul cald, ori eventuale scântei într-o direcție dorită pentru a se evita eventualele incendii (reg. trans.=fumar, sl.=horn); bobotaie= foc mare în general cu jar mult și fum puțin; becheș= denumire generică pentru o haină de luat în spate provizoriu ca: laibăr, lăibăruț, sfetăr, căput,cojocel,etc; bănat= regret (cu bătaie mai lungă), dor, alean, părere de rău.
-cu litera C
-ciuparcă=ardei; -cină=noroi; cindă=pridvor mai mare de regulă interior; -cerfari=oaspeții, invitații la o nuntă care aparțin celui care vine, nu celui care găzduiește nunta; -cânc=polonic(căuc); -celnic=pe picioare(a merge pe kolnik=(bg) drum îngust de picior, cărare prin pădure, pe deal,etc.); -cerhat=sarcină purtată de un om, straiță, desagi, legătura, altele decât vipt; -crumpi=cartofi; -cârșeag=ulcior de pământ; -creginșioase=credincioase; -cogili=cotrobăi, căuta dezordonat ceva undeva; -ciocâlteu, ciocârceu=băț de lemn(corn) ori de metal cu care se fixează jugul de ruda carului ori de tânjala plugului; cișcineu=batic; cart=vas vonfecționat din doage de lemn (de regulă de brad) cu mâner care se folosește la transport, păstrat și băut apa de capacitate 0.2-3 l (în sistemul anglo-saxon există o u.m de capacitate: quart=1.136l cel din USA, și 0.946l cel din Anglia); cocoroadă=mălai la care în loc de apă se pune lapte și/sau zăr; cingeu=față de masă mai mică care se pune pe coșarcă când se duce mâncarea la câmp ori se pune pe iarbă(pământ) sub tacâmuri, pâine, mâncare când se servește masa la câmp, prosop special cusut cu flori ori cu modele care se pune în tindă ori pe peretii camerei bune; ciujări=negustor (geambaș) de animale; cigneală=tihnă, tihneala; celeagă=mijloc de transport pe două roți cu care se transportă produse cu volum mic și/sau sarcină  concentrată; clopița,a=a bate mai ușor(cu joarda,curelușa); cecărău=bucșă, colier,  legătura care fixează două ori mai multe piese la un loc, sau protejează la un capăt o piesa(de lemn în general) împotriva loviturilor, știrbirilor, crăpărilor. Are formă de regulă dreptunghiulară, poligonală, ovală, iar când este rotundă se numește verigă; cot=um(unitate de măsură) egală cu distanța de la cot la nivelul pumnului închis; căluș=um egalǎ cu distanța de la vârful degetului mare la vârful degetului arătător întinse la limitǎ (vechea măsură românească șchioapă=17.5 cm); cicsâguri=totalitatea sculelor și/sau uneltelor necesare (ori avute) pentru o activitate (ocupație) anume; cănură=lână netoarsă ori toarsă și eventual pregătită pentru a fi țesută în pănură; cilav=accidentat, rănit; ciușcie= bară (rudă) de lemn groasă de 5–8 cm folosită ca pârghie la mutatul, încărcatul de pietre, bușteni mai mari, butoaie; căbată= sarcină care va trebui îndeplinită de cineva; căbăcit (despre teren)=tasat, bătut de ploaie, animale; cituș=buchet de flori, plante aromatice; ciuză= elementul de legătură între mânerul (=coada) îmblăciului și hădarag (=bara=elementul care prin lovire detașază boabele de grâu din spic), făcut de regulă din piele dar și din sfori de cănepă împletite, caz în care se numesc grumăzele; cărigă=una din piesele rotunde în formă de roată care închid găurile ploatănului (plitei) de la sobă (sunt trei: mare, mijlocie, mică); clotcan= cuptorul de la: -cazanul (căldarea) de făcut țuică, -căldarea de făcut liptari, -de sub leasa de uscat prune; coteț= denumire generică pentru o clădire, îngrăditură, împrejmuire acoperită care servește ca adăpost pentru oi și capre în general, dar și pentru alte animale mici caz în care primește alte denumiri astfel pentru: -găini= comarnic,- porci= cocină; ceapță= acoperemânt de formă ovală pentru cap, confecționată din material moale și călduros, folosită de copiii mici și persoane în vârstă (proveniența se pare că vine din vechea magh. csako, csak= cecău= acoperiș de formă ovală pentru cap confecționat din pâslă, piele, care se punea pe cap fie ca apărătoare, fie pe sub scutul de zale în timpul luptelor); cică= coadă împletită, cosiță la fetele nemăritate; copșie (=copcie)= orificiu sau ansă (toartă) pentru încheiat nasturele, butonieră, cheotoare; ciupă, șiupă=albie pentru îmbăiat (scăldat) copii mici.
-cu litera D
-dârg=unealtă cu care se scoate pâinea din cuptor sau cu care se adună grâul în grămezi după batoză înainte de vânturare (nescos din pleavă); durău=loc, teren în pantă destul de înclinată și pe care există pietre (roci) relativ rotunde care se rostogolesc ușor la vale; dâmp=deal mic ori ramificație (picior) de deal, pinten mai mare de deal cu pante destul de mari; dărăb=bucată mai mărișoară de pâine ori mălai ruptă cu mâna (are de regulă formă neregulată); dup= bucată de lemn (buștean) cu lungime între 0.35n-3m care ulterior se mai prelucrează (crapă pentru foc, taie în: scânduri, lodbe, lațuri ori se fac ușori sau groși pentru pereți).!? În vechea slavă dub=stejar (desonorizarea ultimei consoane sub influența onomatopeii la căderea unui dup la crăpare,b=consoană sonoră->p=consoană surdă); dălbină= loc adânc, bulboană pe cursul unei ape de deal sau munte (prin Apuseni= dulbină cu acelaș sens).
-cu litera J
-jâreadă=șiră de paie ori fân aranjată, călcată, greblată, mai rar din coceni de porumb; jârebgie=scul mai mare de fire de cânepă sau in toarse, care formează de regulă urzeala (firele longitudinale) din țesătură, care se pun pe urzoi pentru urzit ori pe vârtelniță pentru depǎnat; joaviñe=sălbăticiuni prădătoare ca lupi, vulpi, mistreț; jimătace= jumătate; jântuitor= bară, bucată de lemn lungă de apr.1.5m, groasă de 4-6cm care se folosește  la jântuit(=aranjat lemnele în clotcan, cuptor pentru a aerisi focul și aranja jarul); jâmb=strâmb, deformat.
-cu litera F
-fiñjie=cană mică, cănuță de porțelan ori pământ ars; forosti, a=a suda, lipi, uni la cald două capete de oțel (fier) la rafuri, cercuri, piciorușe, tălpi de plug, etc; frupt=alimente de origine animală (interzise în timpul posturilor).
-cu litera G
-geal=deal; gince=dinte; gui, a=urca în prun, pod; girept=drept; gioabă=vas de lemn făcut din doage pentru păstrat brânza când are două funduri și pentru alte lichide ori murături când are un fund, are 1-2 urechi și formă tronconică (magh. csoba=butoiaș, formare prin sonorizarea primei consoane; c=consoană surdă->g=consoană sonoră ); gagiñi=totalitatea vețuitoarelor care dăunează recoltele de la cele din fundu pământului până la cele din naltu cerului (în vechea slava gadĭ=șarpe); giumicǎ=rupe, mǎrunțește de regulă pâinea ori mălaiul; gujbă=colier, bandaj, legătură pusă fie pentru a îmbina (lega) două piese la plug, car, gard fie pentru a consolida provizoriu o piesă ruptă ori slăbită. Se confecționează din ață de tei, curpeni, sfoară de cânepă, metal; giloc=imediat; gesta,geasta=de ăsta,de asta; giufe=chibrituri; gârlici= partea îngustă de la intrarea de regulă în beci, cămară, unde de regulă era așezat un scăunel sau o măsuța cu o sticlă, cană pentru țuică,vin, moare de varză, șideri; grunz= bulgăre, bolovan, bucată mai mare de sare care se pune fie pe curici în cadă pentru murat ori pe câmp pentru a fi linsă de oi, capre, vaci; (a se) gijgina= ase desprinde o creangă mai groasă de tulpină sub grutatea fructelor, zăpezii, etc,(Interesant că în Moldova se folosește expresia a dejghina = a dezbina);(a se)gâmfa = (a se) umfla (ex. i s-a gâmfat obrazul de la o măsauă).Opusul este dezgâmfare; glimpi= denovelări de pământ rezultat în locurile pe unde au umblat vite mari pe pământul ud și au lăsat urme adânci; gișcilina= despărți ( ! nu este, nu se folosește opusul (antonimul) încilina) .
-cu litera H
-hogină=odihnă; hamñișă=isteațǎ, șmecherǎ, descurcǎreațǎ; hoancă=groapă, gaură mare prăpastie, apărută de regulă în urma unei ploi, alunecări de teren, surpări; hudă=gaură de șoarece, la butoi, la cadă, pentru prepeleac; hului=dărâma; hălăstău=balta, lăculețul care se formează in fața roții la morile de apă, înainte de a da drumul la apă pe scoc; hailantă, haialantă= cealaltă; hulă= faimă de proastă calitate a cuiva; haznă= folos, noroc de ceva.
-cu litera I 
-ieșce, ieșci=așchie, așchii în general pentru aprins focul(O precizare -până în anii 1958 la aprinsul focului principala metodă, procedeu era cremenea, amnarul și  iasca=un burete(ciupercă mare(fomes fomentarius) care crește la noi pe salcie si foioase care dupa o pregătire (prelucrare) constând din fierbere intr-o leșie specială ! de 3-4 ori câteva ore, se usucă preț de o vară la soare și vânt, după care se taie felii ori fâșii groase de 3-4mm devenind un produs foarte inflamabil); iñe=unde; izâtură=locul din vale,  părău de unde se face devierea apei pentru a merge pe iazul morii; iñiva=undeva; iosag= avere, bogăție.
-cu litera Î
-Îmblăcire= treierare cu batoza de munte formată din două mașini astfel: -una este
batoza propriuzisă cu motor care ia grâul cu teci cu tot (cu pleavă) de pe paie (din spice), -alta este vânturătoare acționată manual care scoate grâul din pleavă și -opțional mai poate fi treierul care sortează mai fin grâul pe categorii și mai elimină si alte corpuri străine care nu au fost eliminate de vânturătoare. Termenul a rămas de pe vremea când operația făcută de batoză era făcută de îmblăciu și se numea firesc îmblăcire; întoloși= uni (căsători, asocia); înșiripa, înciripa= înfiripa, forma o acțiune, fenomen, etc ; împcilit= nedezvoltat normal pentru vârsta care o are (vietate, plantă). 
-cu litera L
-lesă, leasă=panou, corp confecționat din împletituri de nuiele cu sau fără ramă folosite ca vramițǎ (=ușițǎ, poartǎ) de gard, pod provizoriu, uscat prune pe  groapă, încropire coteț provizoriu pentru vite mărunte; loză=neam, rudă, dar și lăstari, vrejuri de plante; laciță=bentiță, fundă, material textil cusut cu flori ori mărgeluțe care se pun la gâtul fetelor; liptari=magiun foarte consistent, de regulă din prune fără zahăr și care înainte de consum trebuie prefăcut (subțiat) cu un pic de lapte ori apă calduțe (huțulă=lecvar); lipigeu=cearceaf de regulă din in ori cânepă; ler= cuptorul de la sobǎ; lașcǎ=tǎiței fǎcuți în casǎ prin frământarea cocii, lățirea ei cu druga, uscare și tǎiere;lat de palmă=um egală cu lățimea podului palmei sub degetul mare; lopari=o piesa în formă de lopată plată cu diametrul de apr.45-60 cm si o coadă lungă de 1-1.5 m care se folosește la introducerea pâinii în țăst ori cuptor, pe care sub pâine au fost puse frunze de brusture(=arctium lappa, vechea slavă="lopus"),nuc, viță de vie, bostan și mai rar de sfeclă, varză.
-cu litera M
-moșioacǎ bâtă cu măciulie la capăt (o bâtă ciobăneascǎ mai sănătoasă),(în expresia vezi că iau moșioaca la ciñe=vezi cǎ te iau la bătaie); mñic=nimic si mic; mñezuină=locul dintre două holde,locuri,postăți cu proprietari diferiți; mursǎ=apǎ îndulcitǎ cu miere de albine (latina veche=mulsă cu acelaș sens); măduhă=măduvă, inimă, putere, (a) mântui= termina, sfârși de regulă o activitate; motroașă= femeie mai tăntălaică și care de regulă se îmbracă neîngrijit (cu haine murdare și/sau rupte); mară= (magh.marhă, vechi scr.marva) vite mari de regulă:  boi, vaci, cai, bivoli, mai rar cele mărunte: oi,capre; modru= fel, mod, chip.
-cu litera N 
năsărâmb= greu de înțeles, fixist exagerat, altfel decât majoritatea.
-cu litera O
-opăși (opăci)=încetini, trena o activitate; ojog=legătură, mănunchi de paie ori alte plante mai tari făcută pentru a șterge de transpirație boii, caii, vacile după terminarea lucrului.
-cu litera P 
-păstă=peste; părădaiță=roșie (de regulǎ pentru soiul mărunte, mici); plecer=lesă, leasă; polovică=vas din doage (de lemn) cu o ureche pentru măsurat cereale de capacitate 9-11 cupe, normală și 15-20 cupe, mare; pârlău=dispozitiv de spălat (=mașina de spălat arhaică) țesături formată din două corpuri, o troacă din lemn (destul de mărișoară,lungime=1-1.5m, lățime =0.4-1m,capacitate apr.50-80 l) pe care se așază pârlăul propiuzis, un corp făcut din doage ori buturǎ prelucrată(de dimensiuni inălțime=1-1.5m, diametru=0.5-1m), care are la interior în partea de jos o cruce pe care se pun hainele de spălat și peste care se toarnă leșie (rezultată din fierberea în apă a cenușii de lemne), care se scurge în troacă, se pune din nou la încălzit și operația se repetă preț de 3-10 ore funcție și de ce țesături și starea acestora se pârluie; postavă=troacă mare (vas) din lemn în care de regulă se pregăteste materia pentru pâine ori mălai (produs de panificație oarecum similar cu pâinea nu făina de mălai); pișioruș=tija din lemn, mai rar metal care servește la reglare distanța (ex.adâncime la plug) ori reazem (ex.la ruda carului, tînjală; poncăli= ciondăni ușor fără ceartă; potricală=preducea=dispozitiv de găurit  piele, cauciuc, material textil la opinci, ciur de piele, cojoace; porñituri=alunecări de teren de regulă mai mici ca buiturile; prășcilă=șindrilă; peană=floare (model) cusută pe ceva; pcică=pică (cade); pâs=mâncare făcută din mălai (produs copt nu făina) mărunțit bine de regulă prăjit un pic cu ulei ori unsoare care se fierbe apoi în apă îndulcită de regulă cu liptari; pidri=vizavi; palmǎ=um egală cu distanța de la vârful degetului mare la vârful degetului mic întinse la limitǎ; pegestru=neajutorat, handicapat; pripor=porțiune de drum cu o pantă foarte mare; pagină= poiană si/sau platoaș înconjurate de regulă din două sau trei părți de ridicături (dealuri, dâmburi) ori prăpăstii; pciatră= piatră (stâncă, pietriș, prundiș); pălămari= funie mai lungă folosită la legat ruda carului peste fân, paie, grâu netreierat în timpul transportului (se pare că denumirea vine de la părâmă deorece până după 1950 în nomenclatorul ,meseriilor era părâmar=confecționer părâme (funii mai groase)); pintăr, pintar= fabricant de obiecte (vase) din lemn ca: carturi, găleți, gioabe, butoaie, căzi, buți (se pare că numele vine de la: pinta=vas=um=3.394l folosit în Transilvania, care trebuia executat (și marcat) de o persoană autorizată pentru a putea fi folosit oficial în tranzacții (cf.Lazăr Șeineanu, Dicționar universal al limbei române, 1908)); (a)pițiga= (a) pișca de regulă pe cineva .
-cu litera S
-scuruș=scoruș domestic (pom fructifer=sorbus domestica); strujac=saltea umplută cu paie (de regulă de ovăz), otavă, talaș lemn; să câșcigǎ, să cășcigă=1- se pregătește, aranjează pentru a merge undeva, ori a primi pe cineva, 2- se spovedește, cuminecă (se pregătește în ale credinței);straiță= 1 traistă = o sacoșă cu un baier (ață) făcută de regulă din material țesut la război, 2= sacoșă de mers la târg de mărime mică spre mijlocie (de la 20/20 cm la 40/60 cm) făcută din pănură ori material de covor sau special pentru ele, 3= "straiță de plotog" geantă din piei foarte diferite tăbăcite ori ne prevăzută cu curea pentru transportul în spate. Străițile servesc în general pentru transport produse în cantități mai mici (sacul săracului) dar mai ales la semănat cu mâna cereale, trifoi,lucernă; scocorâ(a se)=(a se)rățoi; strujauă= bucată (felie) de pâine, slănină, mălai, de regulă mai mică decât dărabul și formă mai regulată .
-cu litera Ș
-șiubăr=ciubăr,=șaf,=vas confecționat din doage cu două urechi găurite pentru transport, de capacitate 30-80l; șină=cină; șcergari=prosop; șcearț=dispozitiv de iluminat în timpul deplasării de regulă, confecționat din metal (fier,bronz), cu o toartă, dar și din lut ars(cu două toarte) care are forma aproximativă de ?(semnul intrebării) răsturnat și care are o tăviță(farfurioară) fixată în varful cârjei în(pe) care se pune cenușă cu ulei, unsoare, mai rar jar si care aprinse dau o oarecare lumină; șitov=sănătos(însănatoșit după o boală, accident); șceamată=nimeni, nimic; șires=cireș; șoaric=șoarece; șingătău=clopotel de bronz; șăitău=teasc din lemn care se folosește la stors uleiul din semințe de dovleac, cu ajutorul:sacului de pănura, penelor și a maiului; șubi=țesături din lână, aba, pănură din care se confecționează: șube, ciaoreci,cergi, desagi, străiți, laibere, lăibăruțe; sârbituri=țesǎturi din in ori cânepǎ făcute la războiul de țesut; șărămpău= șanț mai mărișor făcut de regulă de torenții ploilor repezi ori de roțile
carelor împedicate; șciofârnog= ființă cu defecțiuni la unul ori mai multe picioare; șubă cu căpeñeag=șubă (palton) de aba lungă până mai jos de genunchi cu glugă .
-cu litera T 
-tăce=toate; trâbe=trebuie; told=băț, bară din lemn ori metal cu care se fixează tânjala de plug, de zale, etc; tăñeri=farfurie întinsă(lată) din lut ars, tablă, porțelan (huțulă=taniur); tocaiță=bibilică; tuluș=partea din cocenii(tulpinile) de porumb care nu pot fi consumate(netocate) de animale și care se folosesc la foc; troașce=borhotul fiert din care sa scos țuica; țâpis=pantă foarte abrubtă pe care este un drum sau cale(cărare) aproape drept ori cu niște curbe cu rază foarte mică (pieptiș); târtală=persoană care vorbește mult și fără rost; tort= fire toarse (lat.=tortus) pentru a fi folosite la țesut fie ca urzeală, fie ca băceală, ori mai rar pentru confecționarea de sfori (funii) speciale, brâne, brăcinare; țălnă= loc care se ară (rupe) primadată (huțulă-> țilinea=prima arătură a unui teren înțelenit).
-cu litera R
-rauă= rea ori rouă; râșniță= moară manuală de măcinat (râsnit) cereale.
-cu litera V
-vălău=vas de formă dreptunghiulară săpat în lemn ori piatră(calcar, marmură) în care se depozitează(adună) apa pentru adăpat vitele, spălat hainele(limpezit) după pârluit, ori in care se dă mâncare la porci 9huțulă=halău, valuv); vipt=sarcină, sac, straiță umplută cu cereale atât cât poate duce normal fiecare persoană (de regulă intre 10 si 30kg, funcție si de teren, distanță);vospe=teci de fasole, foile de porumb care învelesc știuletele (pănuși), cojile de la semințele de dovleac; vramiță și vrămicuță (cu m nu cu n)= poartă, ușa mai mare respectiv mai mică la gardul de la intrare în curte, șură, ocol de fân, holdă îngrădită; veacă= partea laterală cilindrică de la sită, ciur, râsnița făcută de regulă din lemn.
-cu litera Z
-zdrăvuie=strănută ori vântură semințe de cereale, dovleac, cânepă prin aruncare din troc în sus si apoi prindere; zogoni=alunga, speria pe cineva ori ceva; zbici (cu accent pe primul i)= instrument de mânat animalele (vaci, boi) confecționat din fâșii de piele împletite, sau din sfori de ață, tort, cu codorâșce (=codirișcă) din lemn scurtă (=cca 40cm); zbici (cu accent pe ultimul i= svânta, usca superficial (ex. pământul este zbicit putem merge la arat).

## Imagini (peisaje)

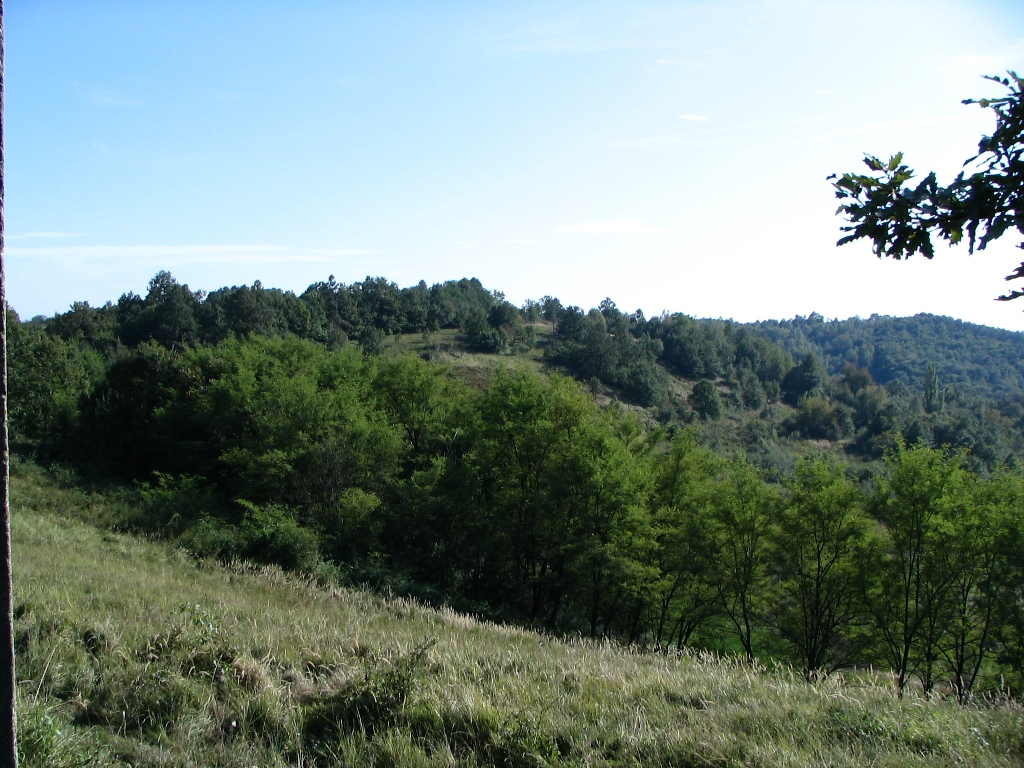
Dealu' Corbu, Din sus de holde
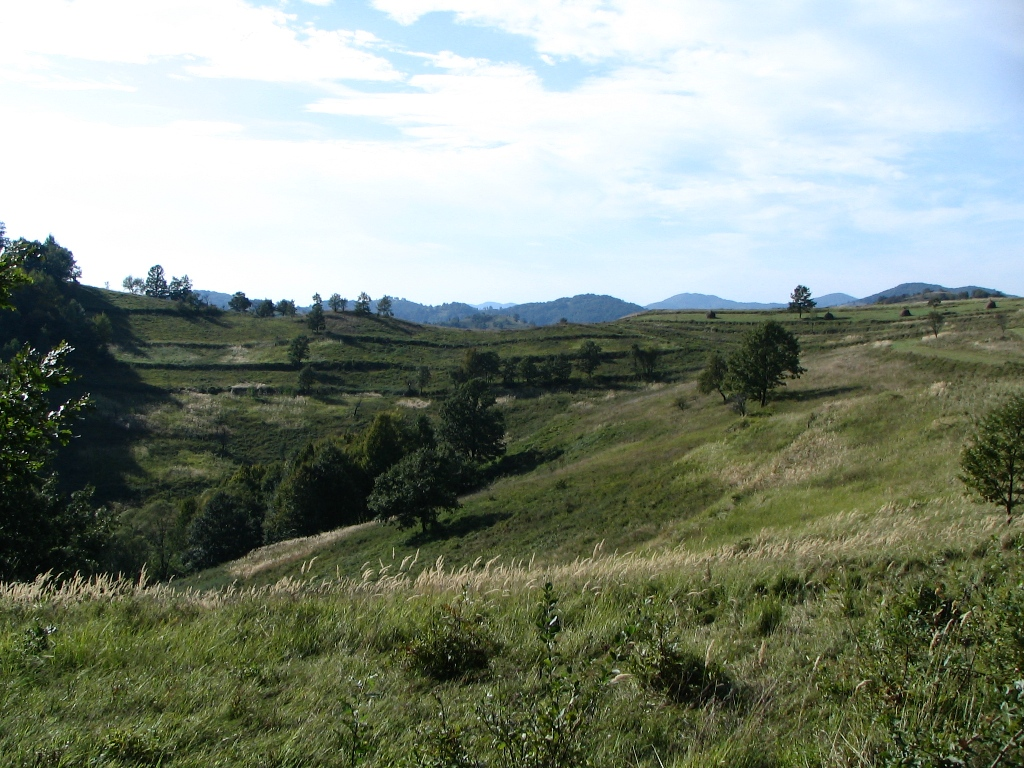
Holde - Cioroiul lu' Iosu
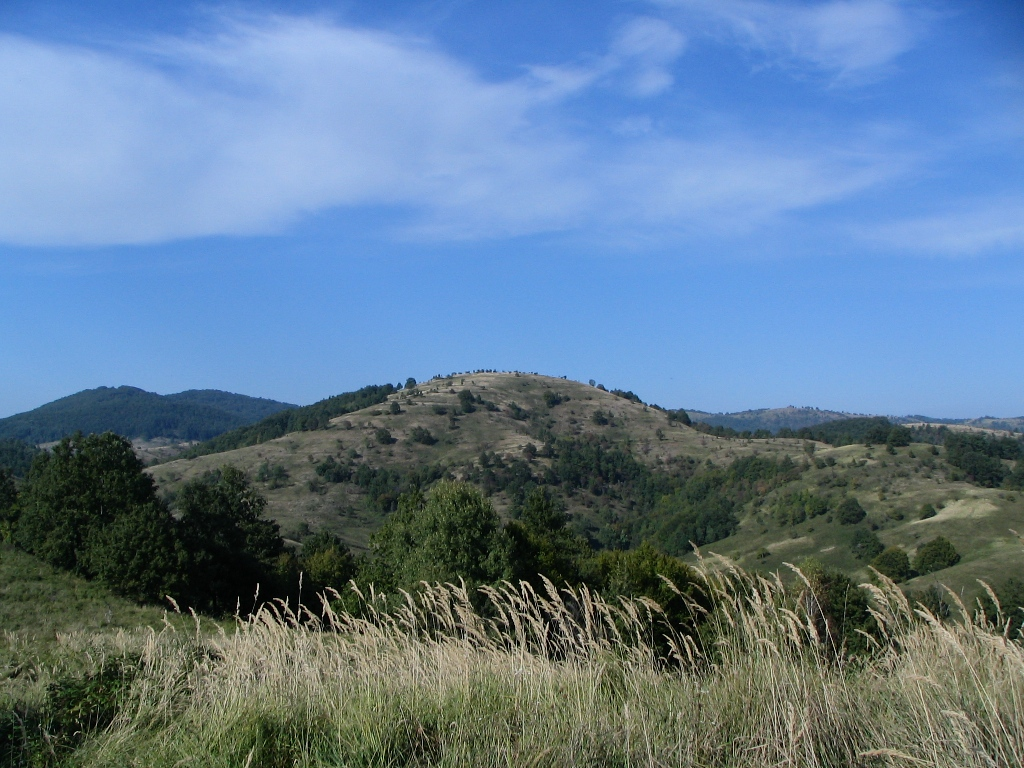
Dealu' Cerǎtu
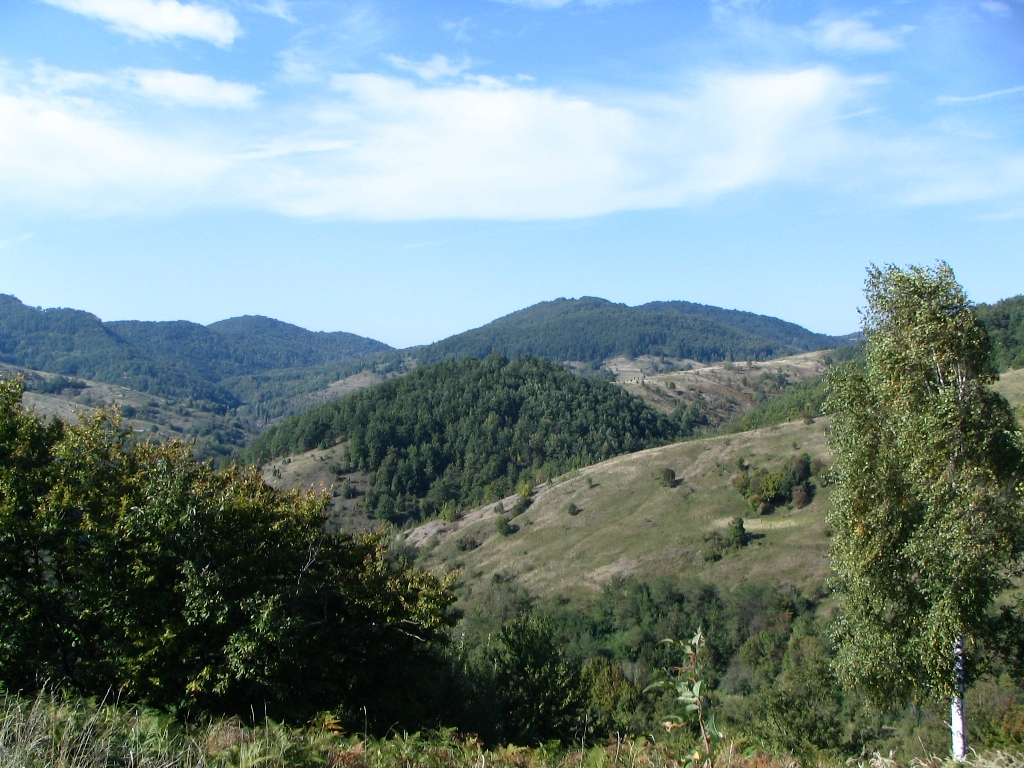
Dealurile Cişera şi Gliganu
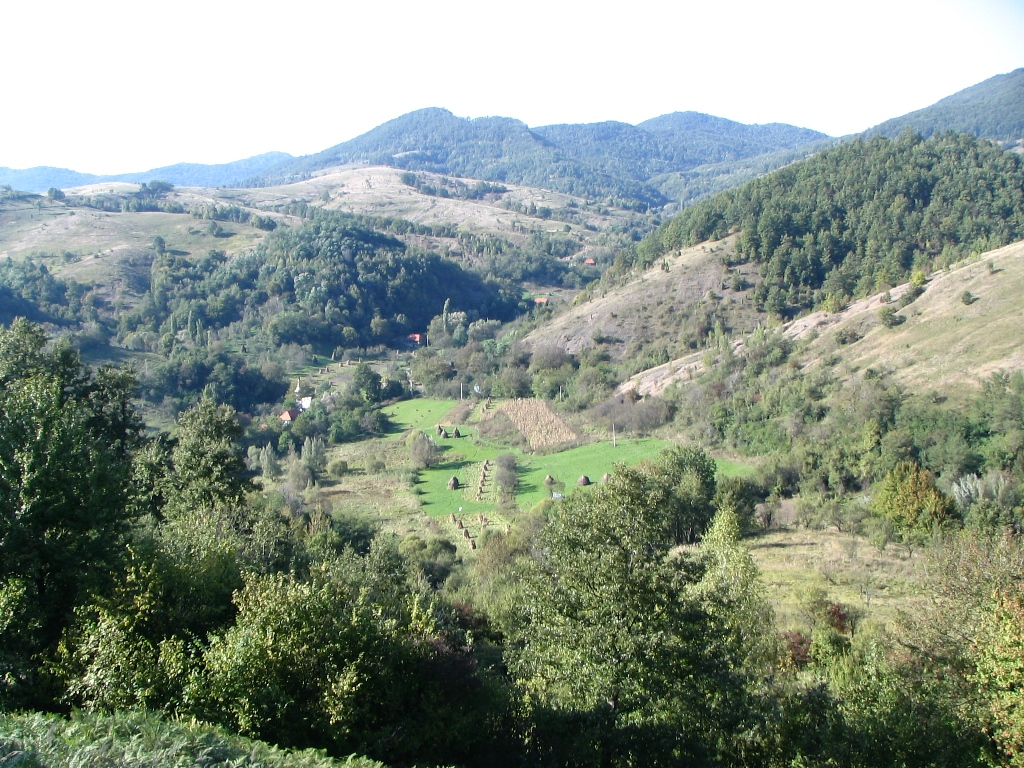
De pe podeu - Bărăşti
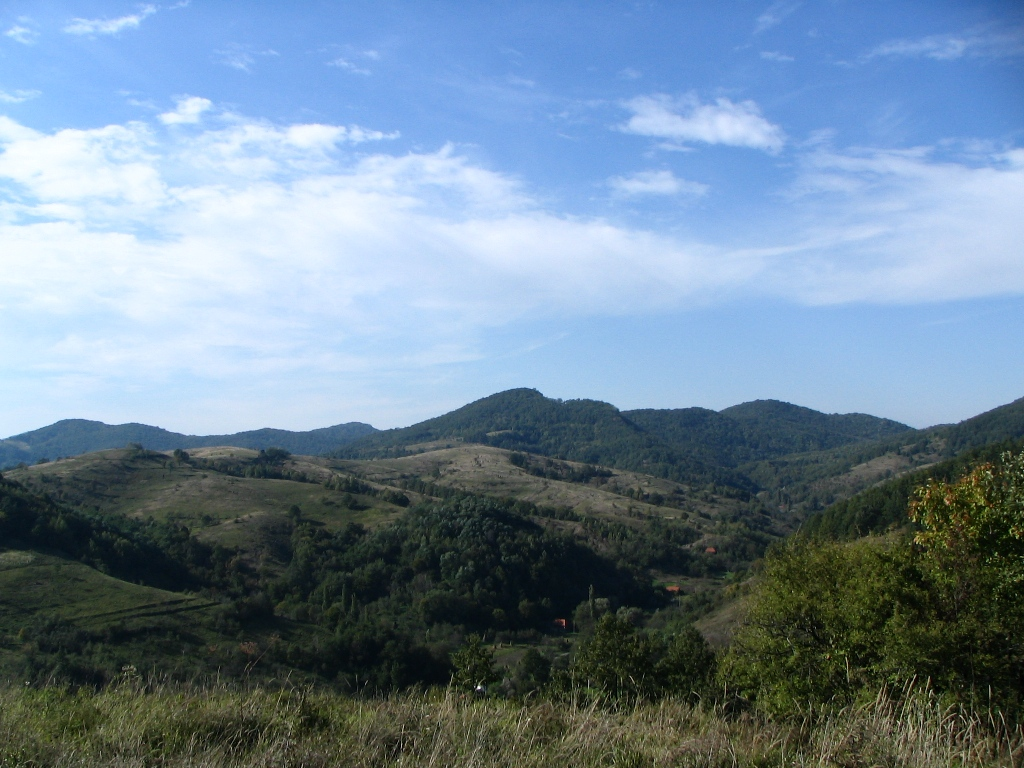
(Stânga) Poniţa, Dâmpu lui Crǎciun, Zǎnoaga, Naltu
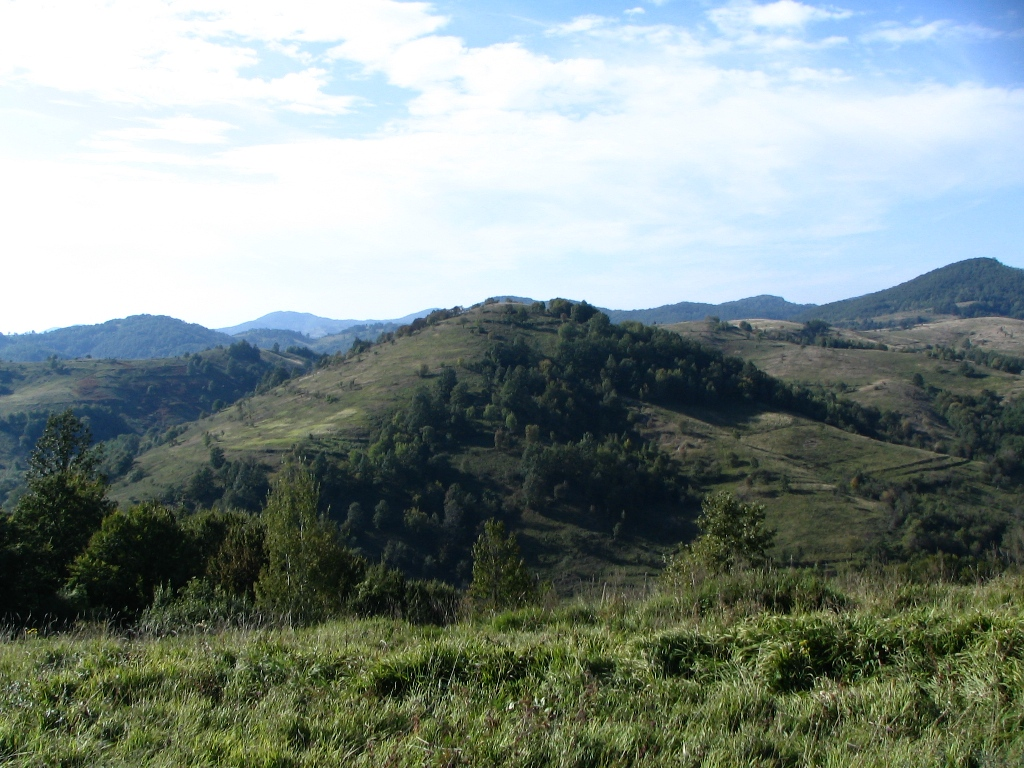
Dealu' Brezaia
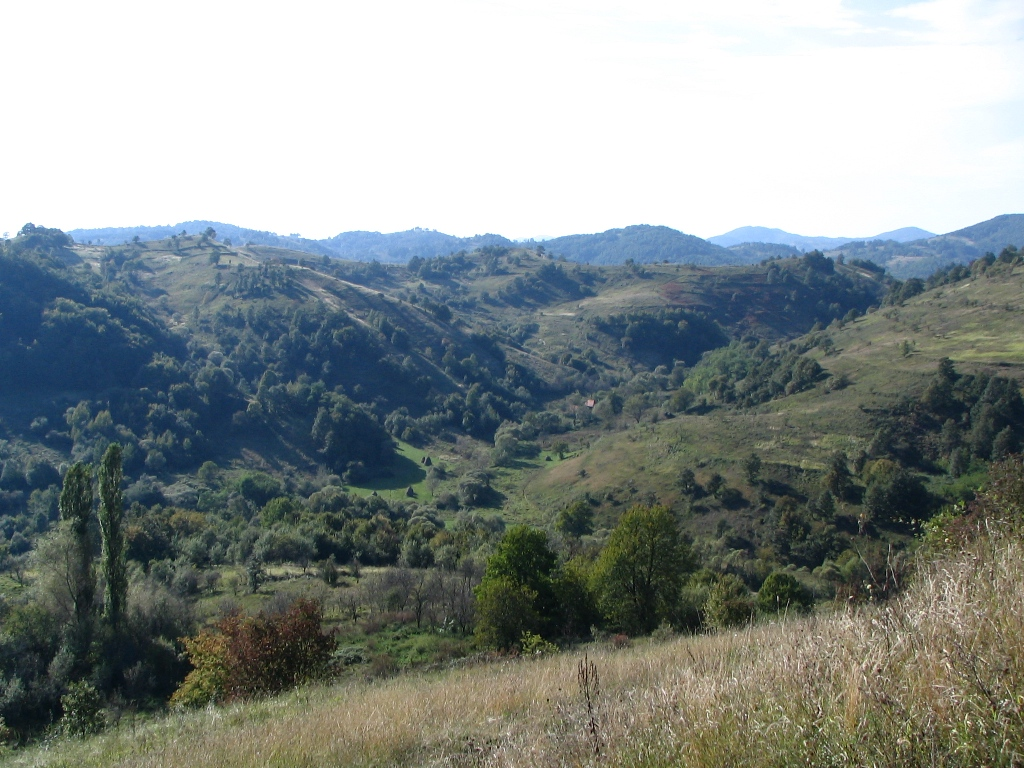
Valea Brezǎii
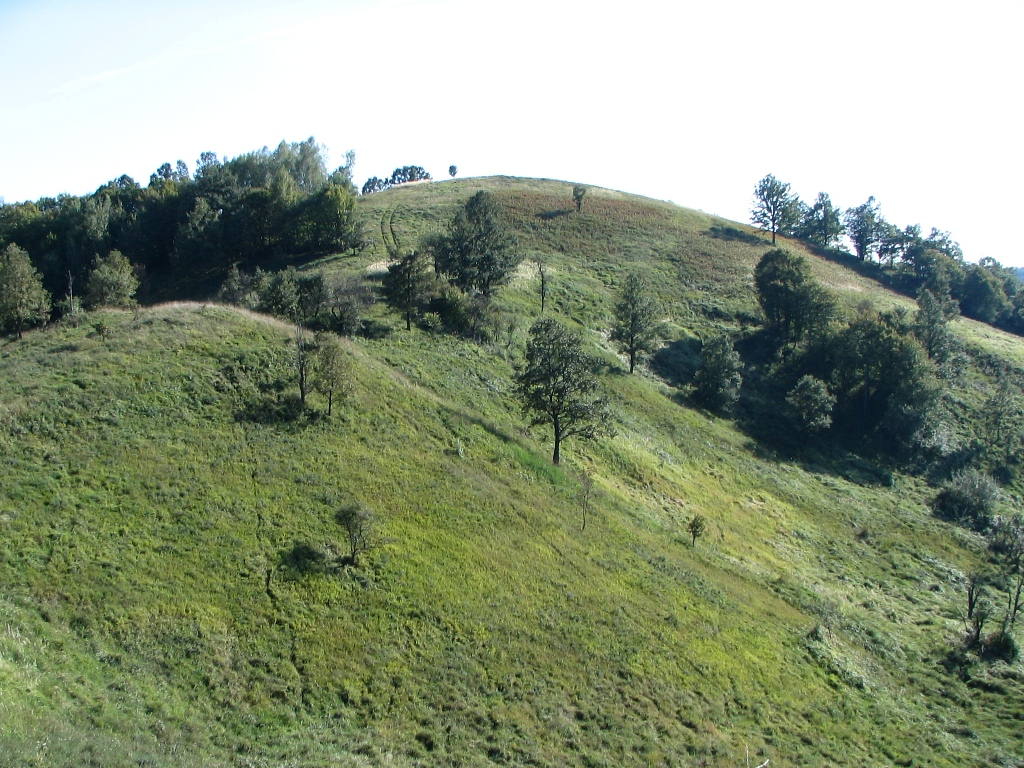
Spre Vârful Corbului
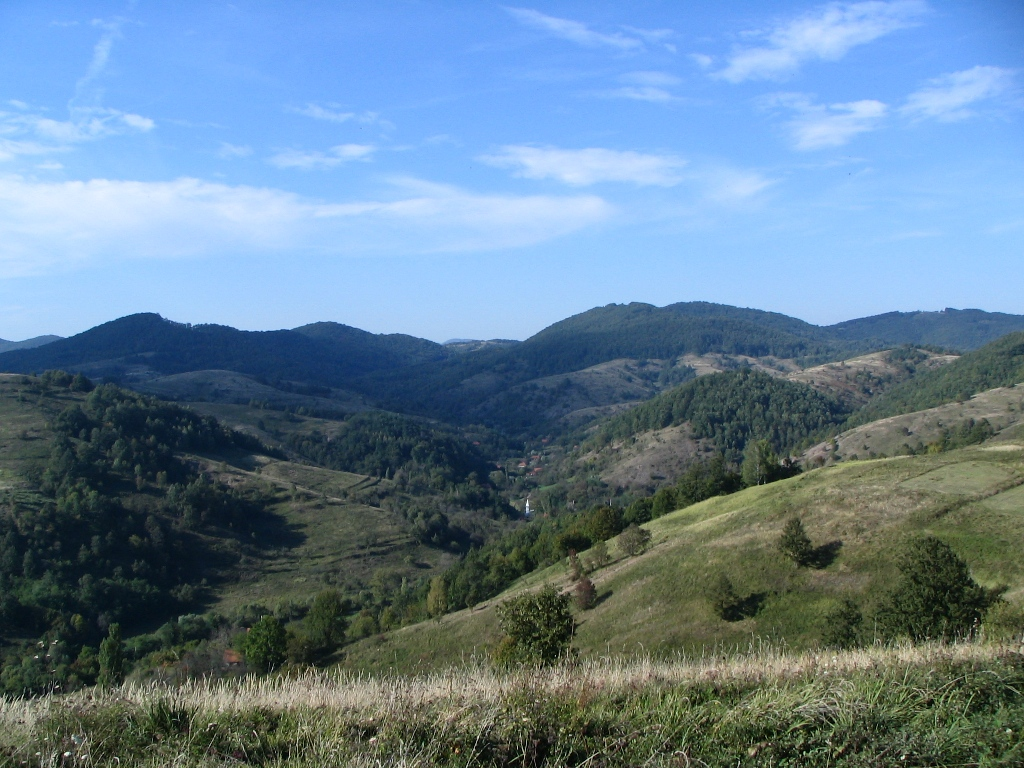
Din vârful Corbului->Bărăşti